# Богдан Тодоров
Богдан Йорданов Тодоров е български офицер, генерал-майор.

## Биография
Роден е на 25 юни 1946 г. в русенското село Бабово. Завършва Висшето военно училище във Велико Търново. На 26 юни 1996 г. е назначен за началник на Оперативното управление в Главния щаб на Сухопътните войски. На 22 април 1997 г. е освободен от длъжността началник на Оперативното управление в Гл. щаб на Сухопътни войски и назначен за началник на щаба на Трети армейски корпус. На 4 май 1998 г. е удостоен с висше военно звание генерал-майор. До 7 юли 2000 г. е началник-щаб на трети армейски корпус. На 7 юли 2000 г. е удостоен с висше военно звание генерал-майор, освободен от длъжността началник-щаб на Трети армейски корпус и назначен за началник на управление „Подготовка и бойно използване на войските“ в Главния щаб на Сухопътните войски. На 6 юни 2002 г. е освободен от длъжността началник на управление „Подготовка и бойно използване на войските“ в Главния щаб на Сухопътните войски. На 26 ноември 2011 г. е проверяван за принадлежност към структурите на Държавна сигурност и, но такава не е открита.

## Военни звания
- Генерал-майор с 1 звезда (4 май 1998)
- Генерал-майор с 2 звезди (7 юли 2000)